# Alberto La Volpe
Alberto La Volpe (Napoli, 9 ottobre 1933 – Roma, 16 maggio 2017) è stato un giornalista e politico italiano.

## Biografia
Militante della sezione giovanile del Partito Socialista Democratico Italiano a partire dagli anni '50, ne fu segretario nella seconda metà degli anni '60 fino a quando, durante il periodo di unificazione tra PSI e PSDI, scelse di aderire al PSI. Durante la sua militanza socialista fu sindaco di Bastia Umbra, dal 1970 al 1980.
Come giornalista, iniziò la sua carriera professionale collaborando con l'ANSA e con altri quotidiani. Entrato in Rai nel 1966, lavorò prima al giornale radio e poi al Telegiornale, per il quale fu inviato di politica estera. Nel 1977 è stato cofondatore, assieme a Biagio Agnes e Sandro Curzi, nonché vicedirettore della direzione Rai per i programmi radiofonici a diffusione regionale, antesignano di quello che nel 1979 sarebbe diventato il TG3. Nel 1983 divenne curatore responsabile di Speciale TG1 diventandone uno degli storici conduttori, fino al 1987, quando il Consiglio di Amministrazione della Rai lo nominò direttore del TG2, succedendo ad Antonio Ghirelli. La Volpe mantenne l'incarico di direttore della testata giornalistica di RaiDue fino al 1993, per poi tornare a svolgere la sua attività politica, lasciando il posto a Paolo Garimberti.
Nel 1988 ricevette il Premio Colombe d'Oro per la Pace da parte dell'Istituto di Ricerche Internazionali Archivio Disarmo.
La Volpe venne eletto deputato nel 1994 per la XII legislatura coi Progressisti nel collegio uninominale di Sulmona (in quota Partito Socialista Italiano); i deputati socialisti erano inizialmente all'interno del Gruppo misto ma dopo un mese - dopo aver cambiato denominazione in Socialisti Italiani - aderirono al gruppo Progressisti-Federativo.
Nel 1996 non venne rieletto in Parlamento, ma nella XIII Legislatura svolse incarichi di governo: sottosegretario ai beni culturali e ambientali dal 22 maggio 1996 al 20 ottobre 1998 durante il Primo Governo Prodi e sottosegretario all'interno del Primo Governo D'Alema dal 22 ottobre 1998 al 21 dicembre 1999, in rappresentanza dei Socialisti Democratici Italiani.
Morì il 16 maggio 2017 all'età di 83 anni a Roma, dove risiedeva da alcuni anni.

## Incarichi parlamentari
- Membro della VII Commissione (istruzione) (25 maggio 1994-4 ottobre 1995)
- Membro della IX Commissione (trasporti) (4 ottobre 1995-8 maggio 1996)
- Membro della Commissione monocamerale d'inchiesta sul ciclo dei rifiuti e sulle attività illecite a esso connesse (24 luglio 1995-8 maggio 1996)
- Componente della Commissione parlamentare d'inchiesta sul terrorismo in Italia e sulle cause della mancata individuazione dei responsabili delle stragi (8 settembre 1994-8 maggio 1996)

## Opere pubblicate
- L'inchiesta (Mondadori 1988) insieme a Marco Leto,
- Diario segreto di Nemer Hammad ambasciatore di Arafat in Italia (Editori Riuniti 2002),
- Per non morire di mafia (Sperling & Kupfer 2009 con Pietro Grasso),
- RAI 643111 (Eir 2015)